# غاي ندي أسيمبي
غاي ندي أسيمبي (بالفرنسية: Guy Roland Ndy Assembe)‏ (مواليد 28 فبراير 1986 في ياوندي - الكاميرون) لاعب كرة قدم كاميروني يلعب حاليا لصالح نادي الدرجة الأولى فالينسيان الفرنسي منذ 2009 في مركز حارس مرمى .

## روابط خارجية
- غاي ندي أسيمبي على موقع الاتحاد الدولي (مؤرشف)  (الإنجليزية)
- غاي ندي أسيمبي على موقع رابطة كرة القدم الفرنسية للمحترفين (الإنجليزية)
- غاي ندي أسيمبي على موقع قاعدة بيانات كرة القدم.إي يو (الإنجليزية)
- غاي ندي أسيمبي على موقع ليكيب (الفرنسية)
- غاي ندي أسيمبي على موقع ناشيونال فوتبول تيمز (الإنجليزية)
- غاي ندي أسيمبي على موقع Soccerway.com (الإنجليزية)
- غاي ندي أسيمبي على موقع عالم كرة القدم.نت (الإنجليزية)
- غاي ندي أسيمبي على موقع GSA (الإنجليزية)